# Vertanes I, o Parto
Vertanes I, Vartanes I ou Bartanes I (em armênio: Վրթանես Ա; romaniz.: Vrt’anes I), dito , o Parto (em armênio: Պարթև; romaniz.: Parthev), foi católico de 327/333 a 341/342. Era filho de Gregório, o Iluminador, o evangelizador do país, e como seu pai toma posse do ofício de católico. Suas austeridade foi impopular junto a casta pagã e Vertanes foi vítima de uma tentativa de assassinato em Astisata.

## Vida
Vertanes era o filho mais velho de São Gregório, o Iluminador e sua esposa Miriã, e irmão de Aristácio I. Nasceu em Cesareia, na Capadócia, quando seu pai estava em exílio. Foi educado e ordenado em Cesareia. Casou-se e era pai de dois filhos, Hesíquio e Grigoris. Sucedeu em 327 ou 333 seu irmão Aristácio no trono catolicossal, que havia sucedido o pai deles, e foi assassinado. Foi consagrado a Cesareia. Sua austeridade religiosa não foi apreciada por todos, e escapou por pouco de uma tentativa de assassinato na igreja de Astisata por membros da antiga casta religiosa pagã. Morreu em 341 ou 342 e Hesíquio o sucedeu.